# Zingiber purpureoalbum
Zingiber purpureoalbum là một loài thực vật có hoa trong họ Gừng. Loài này được Nobuyuki Tanaka và Mu Mu Aung miêu tả khoa học đầu tiên năm 2020.

## Mẫu định danh
Mẫu định danh: Nobuyuki Tanaka, Mu Mu Aung, Aung Kaing Win 3503; thu thập ngày 10 tháng 8 năm 2018, cao độ ~1.450 m, tọa độ 19°21′50,5″B 97°1′40,4″Đ / 19,35°B 97,01667°Đ, dọc vệ đường giữa làng Mawthido và làng Rae Parar, 21 km tây nam Phruso, trấn Phruso, huyện Loikaw, bang Kayah, miền đông Myanmar. Mẫu holotype lưu giữ tại Bảo tàng Tự nhiên và Khoa học Quốc gia Nhật Bản ở Tsukuba (TNS), mẫu isotype lưu giữ tại Viện Nghiên cứu Rừng ở Yezin, Naypyidaw (RAF).

## Từ nguyên
Tính từ định danh purpureoalbum (giống đực: purpureoalbus, giống cái: purpureoalba) là tiếng Latinh nghĩa là màu trắng ánh tía; ở đây để nói tới cánh môi và mào bao phấn màu trắng ánh tía của loài này.

## Phân bố
Loài này được coi đặc hữu hẹp bang Kayah, miền đông Myanmar. Cho đến nay chỉ được biết đến từ nơi thu thập mẫu định danh là bang Kayah, Myanmar. Điểm lấy mẫu nằm trong một dãy núi, được gọi là vùng "đồi núi Karen", phần đông nam của đất nước này. Dãy núi này kéo dài đến bang Kayin, và các công việc thực địa tiếp theo có thể sẽ tìm thấy nhiều quần thể hơn.
Mọc ở bìa rừng của các khu rừng ẩm ướt thường xanh tại cao độ ~1.400 m gần suối. Dọc theo dòng suối, một thành viên của nhóm gừng Himalaya là Z. chrysanthum cũng đã được phát hiện và báo cáo.

## Phân loại
Z. purpureoalbum được xếp trong tổ Cryptanthium.

## Mô tả
Cây thảo thân rễ lâu năm, cao 1,2–1,5 m. Thân rễ phân nhánh, dày, mọng, với ít rễ phụ dày, đường kính 2 cm, vỏ màu ánh hồng nhạt, ruột màu vàng xỉn rất nhạt, mùi thơm nhẹ. Chồi lá nghiêng về một góc hoặc hình cung, với 11–14 phiến lá phát triển tốt khi nở hoa; thân giả đường kính 1,2–1,3 cm ở gốc, 0,9–1,2 cm ở phần giữa; bẹ không phiến lá 2–3, màu ánh hồng, có sọc dọc, dạng màng; lưỡi bẹ chẻ đôi sâu, dài 3–4 mm; các thùy hình tam giác, màu xanh lục, dạng màng, trong mờ ở mép, có lông tơ, tù ở đỉnh; cuống lá dài 2–3 mm, chỉ bao gồm gối, màu xanh lục sáng, thưa lông tơ; phiến lá hình mác, dài 35–36 cm, rộng 6–7 cm, thon nhỏ dần ở đáy, nhọn thon ở đỉnh, mặt gần trục màu xanh lục tươi, nhẵn nhụi, uốn nếp rõ nét, mặt xa trục màu xanh lục nhạt và có lông tơ. Cụm hoa mọc từ thân rễ gần với gốc của thân giả; cuống cụm hoa dài tới 8 cm, phủ phục, chìm trong lòng đất; cành hoa bông thóc hình trứng dài đến hình thoi, dài 5–6 cm, rộng 2,5–3 cm, gồm 12–15 lá bắc; lá bắc vô sinh ở đáy 2–3, hình trứng, màu trắng ánh đỏ nhạt với các gân dọc nổi rõ; lá bắc sinh sản đỡ 1 hoa, hình mác hẹp, dài 3,5–4 cm, rộng 0,8–1 cm khi ép dẹt, mép cuốn trong mạnh và xếp chồng lên nhau thành hình ống, màu trắng ánh đỏ, bên ngoài hơi có lông tơ, mặt trong nhẵn nhụi, đỉnh nhọn tới thon nhỏ dần; lá bắc con dài 2,3–2,5 cm, rộng 0,9–1 cm; hoa dài 7–8 cm; đài hoa hình ống, có răng không đều ở đỉnh, màu trắng trong mờ, bên ngoài ánh đỏ rất nhạt, dài 1,1 cm, đường kính ở đáy 7 mm, hơi nở rộng về phía đỉnh; ống hoa dài 5 cm, hình phễu hẹp, phần trên hơi cong, đường kính ở đáy 2 mm, ở đỉnh 6 mm, thưa lông tơ; thùy tràng lưng thuôn dài, với các gân dọc nổi rõ, dài 2,5–3 cm, rộng 7–8 mm, màu trắng trong mờ, rất hơi pha chút đỏ (đốm), đỉnh nhỏ dần; các thùy bên của tràng hoa hình mũi mác hẹp, với các gân dọc nổi rõ, dài 2,2–2,5 cm, rộng 4–6 mm, màu trắng mờ, ánh đỏ rất nhạt (đốm); cánh môi hình trứng ngược tới hơi hình thoi, dài 2,2–2,3 cm, rộng 0,7–0,8 cm, màu trắng, phớt đỏ ánh tía nhạt ở trung tâm; nhẵn nhụi bên ngoài và bên trong, mép nguyên, chẻ đôi không đều ở đỉnh; nhị lép bên khá phát triển, hợp sinh với cánh môi ở ~1/5 đáy, hình trứng ngược hẹp, dài 1,5–1,6 cm, rộng 6–7 mm, màu trắng, nhẵn nhụi bên ngoài và bên trong, với các đỉnh gợn sóng. Nhị dài 2,5–2,6 cm; chỉ nhị gần như tiêu giảm, dài ~1,5 mm; bao phấn dài 2,5 cm (với mào), đỉnh nguyên; mô liên kết bao phấn màu vàng kem, nhẵn nhụi; mào bao phấn hình mỏ, dài ~1,5 cm khi kéo giãn, màu tía về phía đỉnh, màu ánh trắng ở 1/3 đáy. Bầu nhụy hình trụ, dài 2,3–2,5 mm, rộng 2–2,2 mm, có lông tơ; tuyến trên bầu 2, hình nón hẹp, nhọn tại đỉnh. Vòi nhụy màu trắng, nhẵn nhụi, đầu nhụy dày hơn vòi nhụy, màu trắng, lỗ nhỏ hướng về phía trước, mép có lông rung. Hoa nở vào buổi sáng. Ra hoa vào mùa mưa từ tháng 7-8. Không thấy quả, và thời kỳ tạo quả cũng không xác định.
Z. purpureoalbum được phân biệt rõ ràng với bất kỳ loài nào khác trong tổ Cryptanthium bằng sự kết hợp của các đặc điểm sau: các lưỡi bẹ chẻ đôi có lông của nó, phiến lá uốn nếp rõ nét, các lá bắc xếp lợp lỏng lẻo và cong mạnh vào trong, hoa màu trắng với cánh môi ánh màu tía và mào bao phấn màu tía.